# Raja yoga

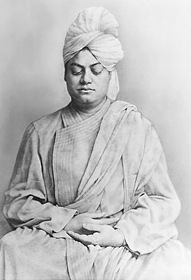
Swami Vivekananda a echivalat Raja yoga cu Yoga Sutra a lui Patanjali.

În textele sanscrite, Raja yoga (în sanscrită राजयोग) a fost atât scopul yoga, cât și o metodă de a-l atinge. Termenul a devenit, de asemenea, un nume modern pentru practica yoga  în secolul al XIX-lea, când Swami Vivekananda a oferit interpretarea Yoga Sutrelor lui Patanjali în cartea sa Raja Yoga. De atunci, Raja yoga a fost numită diferit aṣṭāṅga yoga, yoga regală, uniunea regală, sahaja marg și yoga clasică.

## Etimologie și utilizare
Raja (în sanscrită राज) înseamnă „șef, cel mai bun de acest fel” sau „rege”. Raja yoga se referă astfel la „șeful, cel mai bun din yoga”.
Utilizarea istorică a termenului Raja yoga se găsește în alte contexte, destul de diferite de utilizarea sa modernă. În textele sanscrite antice și medievale, aceasta însemna cea mai înaltă stare a practicii yoga (una care ajunge la samadhi). Hatha Yoga Pradipika, de exemplu, afirmă că Hatha yoga este una dintre modalitățile de a realiza Raja yoga.
Raja yoga este discutată în Yogatattva Upanishad. Este menționată apoi într-un comentariu din secolul al XVI-lea asupra unui pas specific din Yoga Sūtra din Patañjali. Lucrarea tantrică din epoca medievală Dattātreyayogaśāstra explică în 334 de shloka principiile a patru yoga: Mantra yoga, Hatha yoga, Laya yoga și Raja yoga. Alain Daniélou afirmă că Raja yoga a fost, în literatura istorică a hinduismului, una dintre cele cinci metode cunoscute de yoga, celelalte patru fiind Hatha yoga, Mantra yoga, Laya yoga și Shiva yoga. Daniélou îl traduce ca „Cale regală de reintegrare a Sinelui cu Sinele Universal (Brahman)”.
Termenul a devenit un retronim modern în secolul al XIX-lea, când Swami Vivekananda a echivalat Raja yoga cu Yoga Sūtra lui Patañjali. Acest sens este diferit de cel din Hatha Yoga Pradīpikā, un text al Natha sampradaya.
Brahma Kumaris, o nouă mișcare religioasă, învață o formă de meditație pe care o numește „Raja yoga”, care nu are nimic de-a face nici cu preceptele Hatha Yoga, nici cu Yoga Sūtra ale lui Patañjali.
Interpretările și literatura modernă care discută despre Raja yoga creditează adesea Yogasūtrasul lui Patañjali ca sursă textuală, dar mulți nu adoptă nici învățăturile, nici fundamentele filozofice ale școlii yoga a hinduismului. Acest amestec de concepte a condus la confuzie în înțelegerea literaturii indiene istorice și moderne despre yoga.